# Вальбруа
Вальбруа (фр. Valbroye) — громада  в Швейцарії в кантоні Во, округ Бруа-Вюлі.

## Географія
Громада розташована на відстані близько 50 км на південний захід від Берна, 32 км на північний схід від Лозанни.
Вальбруа має площу 33,6 км², з яких на 7,3% дозволяється будівництво (житлове та будівництво доріг), 66,8% використовуються в сільськогосподарських цілях, 25,4% зайнято лісами, 0,5% не є продуктивними (річки, льодовики або гори).

## Демографія
2019 року в громаді мешкало 3295 осіб (+23,5% порівняно з 2010 роком), іноземців було 23%. Густота населення становила 98 осіб/км².
За віковим діапазоном населення розподілялося таким чином: 23,3% — особи молодші 20 років, 59,2% — особи у віці 20—64 років, 17,5% — особи у віці 65 років та старші. Було 1365 помешкань (у середньому 2,4 особи в помешканні).
Із загальної кількості 1274 працюючих 268 було зайнятих в первинному секторі, 478 — в обробній промисловості, 528 — в галузі послуг.